# 駐越韓國軍司令部

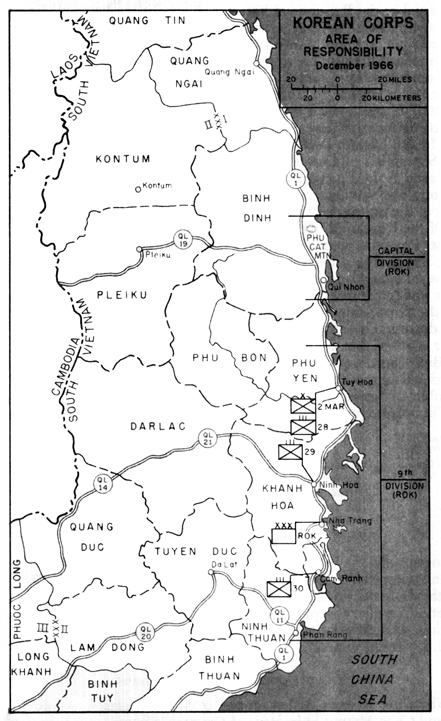
首都師（猛虎師）與第9步兵師（白馬師）在越南的戰術作戰責任分區（Tactical Operational Area Of Responsibility，TOAR）劃分示意圖

駐越韓國軍司令部（韩语：／，縮寫），是越南戰爭爆發、韓國出兵越南後，根據「國防部一般命令第16號」（국방부 일반 명령 제16호），於1965年9月25日成立的聯合指揮部，統轄韓國國軍各軍種派遣至越南，與美軍、南越軍隊共同參戰的部隊，是韓國第一個因海外軍事行動組成的司令部。首任司令官由韓國陸軍首都機械化步兵師（猛虎師）師長蔡命新少將（後升為中將）出任。10月20日，該司令部正式部署至南越首都西貢，直至1973年3月7日為止。韓國自越南撤軍後，駐越司令部於1973年7月1日正式解散，剩餘組織人員在大邱改組為韓國陸軍第三野戰軍，原駐越司令李世鎬中將（后升为上将）轉任第三野戰軍首任司令官。
駐越韓軍司令部創設之初，韓國已赴越南的兵力約21,000人。至1967年11月，歸駐越韓軍司令部下轄的各部隊人數達到高峰，共計48,000人在越南。

## 指揮官
1. 蔡命新陸軍中將：1965年9月25日－1969年4月30日
2. 李世鎬陸軍中將 （后升为上将）：1969年5月1日－1973年7月1日

## 下轄主要部隊
- 野戰司令部（야전사령부）
- 首都機械化步兵師「猛虎部隊」（수도기계화보병사단 '맹호부대'，平定省，1965年11月1日─1973年3月8日）
- 第9步兵師「白馬部隊」（9보병사단 '백마부대'，慶和省，1966年8月29日─1973年2月23日）
- 第2海軍陸戰旅「青龍部隊」（2해병여단 '청룡부대'，富安省，1965年10月9日─1972年1月29日）
- 第100軍需司令部「十字星部隊」[4]（1965年10月23日─1973年3月7日）
  - 第1軍需支援團（1군수지원단 '십자성부대'，1965年10月23日─1973年3月7日）：支援陸軍猛虎師
  - 第2軍需支援團（2군수지원단）
    - 第11軍需支援營（11군수지원대대）：支援海軍陸戰隊青龍旅
    - 第12軍需支援營（12군수지원대대）：支援陸軍白馬師
    - 第102後送醫院（102후송병원）
    - 第106後送醫院（106후송병원）
    - 第209移動外科醫院（209이동외과병원）

  - 第5通信營（5통신대대）
  - 第116工兵營（116공병대대）
  - 第237、239運輸營（237, 239수송대대）
  - 第5、101警備連（5, 101경비중대）
  - 第11航空連（11항공중대）
  - 第26憲兵連（26헌병중대）
  - 第53、102彈藥連（53, 102 탄약중대）
  - 第257、258後勤連（257, 258병참중대）
  - 第801運輸連（801수송중대）
- 駐越韓國軍事援助團「鴿子部隊」（주월한국군사원조단 '비둘기부대'，1965年3月16日─1973年3月7日）：或稱「建設支援團」（건설 지원단）[5]
  - 團部勤務隊（본부 및 근무대）
  - IMAO特遣聯絡軍官團（IMAO파견연락장교단）
  - 第101警備營（101경비대대）
  - 第127工兵營（127공병대대）
  - 第201移動外科醫院（201이동외과병원，1964年7月18日─1973年3月7日）
  - 運輸連（수송중대）
  - 海軍陸戰隊獨立工兵連（해병 독립공병중대）
  - 跆拳道教官團（태권도교관단）
- 空軍支援團「銀馬部隊」（朝鲜语：대한민국 5공중기동비행단）（1967年7月1日─1973年3月15日）[6]
  - 戰術航空支援隊（전술항공지원대）
  - 運輸支援隊（수송지원대）
  - 飛行隊（비행대）
- 海軍運輸戰隊「白鷗部隊」（해군 수송전대 '백구부대'，1966年3月15日─1973年3月12日）
- 司令部軍樂隊（사령부군악대）

### 引用
1. ↑  최용호. . 국방일보. 2011-02-01  [2011-04-22]. （原始内容存档于2021-05-20）. （页面存档备份，存于）
2. ↑  성산여대 산학협력단. . 국가기록원. 2006-12-01  [2011-04-22]. （原始内容存档于2013-10-29）. （页面存档备份，存于）
3. ↑  백기인. . 국가기록원. 2007-12-01  [2011-03-26]. （原始内容存档于2013-10-29）. （页面存档备份，存于）
4. ↑  .   [2013-04-29]. （原始内容存档于2016-03-05）. （页面存档备份，存于）
5. ↑   (PDF). 국방부 국사편찬연구소.   [2011-04-23]. （原始内容 (PDF)存档于2011-12-17）. （页面存档备份，存于）
6. ↑   (PDF). 국방부 국사편찬연구소.   [2011-04-23]. （原始内容 (PDF)存档于2011-12-17）. （页面存档备份，存于）